# Полігон Оттерберн
Полігон Оттерберн (англ. Otterburn Army Training Estate) — військовий полігон поблизу Оттерберну, Нортумберленд, на півночі Англії. Він належить Міністерству оборони Великої Британії (МО) і управляється Landmarc за контрактом з Міністерством оборонної інфраструктури. Щорічно полігон навчає до 30000 солдатів. Він був створений в 1911 році і займає приблизно 242 км² південних пагорбів Чевіот. 
Оттерберн - найбільший у Великій Британії вогневий полігон, і на ньому часто випробовують артилерію, яку можна чути з боку Ліндісфарна на північний схід та Фонберна на південь. На полігоні стріляють з артилерії AS-90 та системами ракетного запуску M270; Оттерберн - єдине місце у Великій Британії, де РСЗВ (ракетно системний запуск вогню) може бути випущений.
Навчальна зона складає 23% національного парку Нортумберленд.
Через небезпеку, пов’язану з веденням вогню під час тренувань, пересування територією обмежене, хоча доступ до публічних частин парку дозволений, згідно підзаконним актам, що поширюються на громадську частину парку. Міністерство оборони видає буклет: "Прогулянки на території Міністерства оборони", де пропонуються поради з цього приводу.

## Галерея

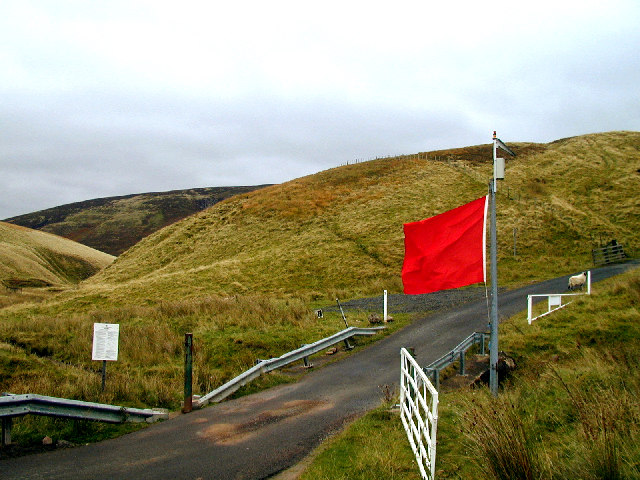
Оттербернські хребти. Дорога, що веде до Міністерства оборони, охоплює червоний прапор, що показує, що армія практикує там живу стрільбу .
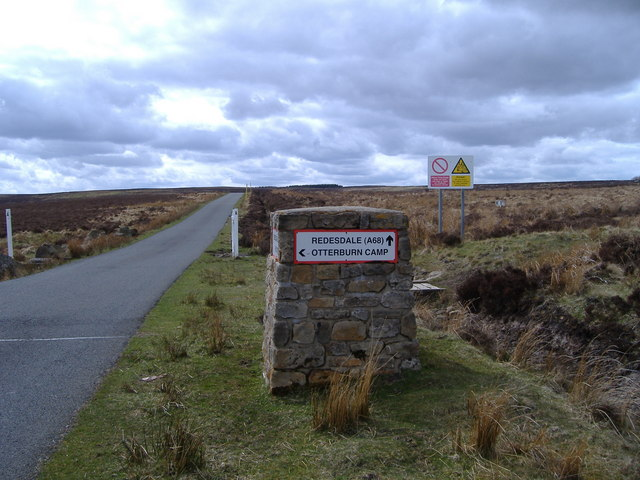
Покажчик для Перехрестя Оттербурна на хребтах МО
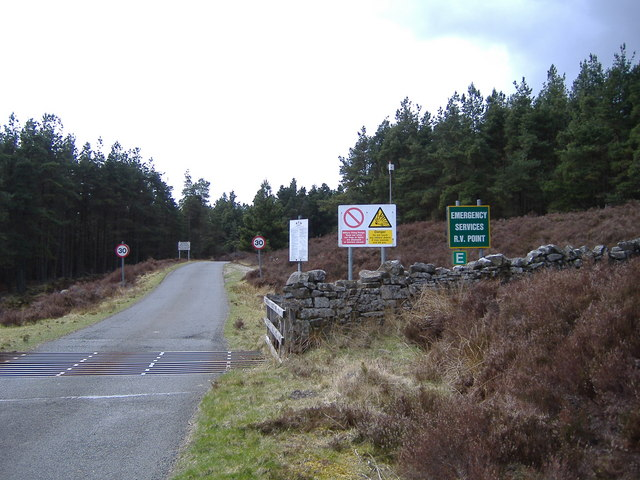
Вхід до хребтів Оттерберн поблизу Холістоуна - зверніть увагу на сітку великої рогатої худоби